# Nurukyor Claude Somda
Nurukyor Claude Somda (Koukouligou, 31 december 1949 – Frankrijk, 5 mei 2009) was een Burkinees politicus, historicus en sportbestuurder. Hij studeerde Geschiedenis in Ouagadougou en in Parijs, en doceerde dit vak aan de Universiteit van Ouagadougou. Van 1983 tot 1985 was hij president van de Burkinese voetbalbond. Tussen 1992 en 1994 was hij lid van de Nationale Vergadering, daarna was hij tot 1996 Minister van Communicatie en Cultuur.

## Publicaties
- Met Richard Kuba en Carola Lentz: Histoire du peuplement et relations interethniques au Burkina Faso. Karthala, Parijs 2003, ISBN 2-84586-459-0
- La pénétration coloniale en pays Dagara, 1897-1914, Audir-Hachette, Parijs 1975
- Espaces et mobilité lignagère dans le sud-ouest du Burkina: l'exemple du Dagara